# ميكا كوريهارا
ميكا كوريهارا (باليابانية: 栗原三佳) (و. 1989  م) هي لاعبة كرة سلة، من اليابان، ولدت في أوساكا، شاركت في الألعاب الأولمبية الصيفية 2016، تلعب كلاعبة هجوم صغيرة الجسم.

## التعليم
تعلمت في Osaka University of Human Sciences ‏.

## روابط خارجية
- ميكا كوريهارا على موقع الاتحاد الدولي لكرة السلة (الإنجليزية)
- ميكا كوريهارا على موقع كرة السلة الأوروبية.كوم (الإنجليزية)
- ميكا كوريهارا على موقع بروبوليرز (الإنجليزية)
- ميكا كوريهارا على موقع سبورتس رفرنس (الإنجليزية)
- ميكا كوريهارا على موقع اللجنة الأولمبية الدولية (الإنجليزية)
- ميكا كوريهارا على موقع أوليمبيديا (الإنجليزية)